# Wikariat apostolski Makokou
Wikariat apostolski Makokou – jednostka podziału administracyjnego Kościoła katolickiego w Gabonie. Powstała w 2003 jako prefektura apostolska. Wikariat apostolski od 11 lipca 2014.